# Schleuse Hattingen

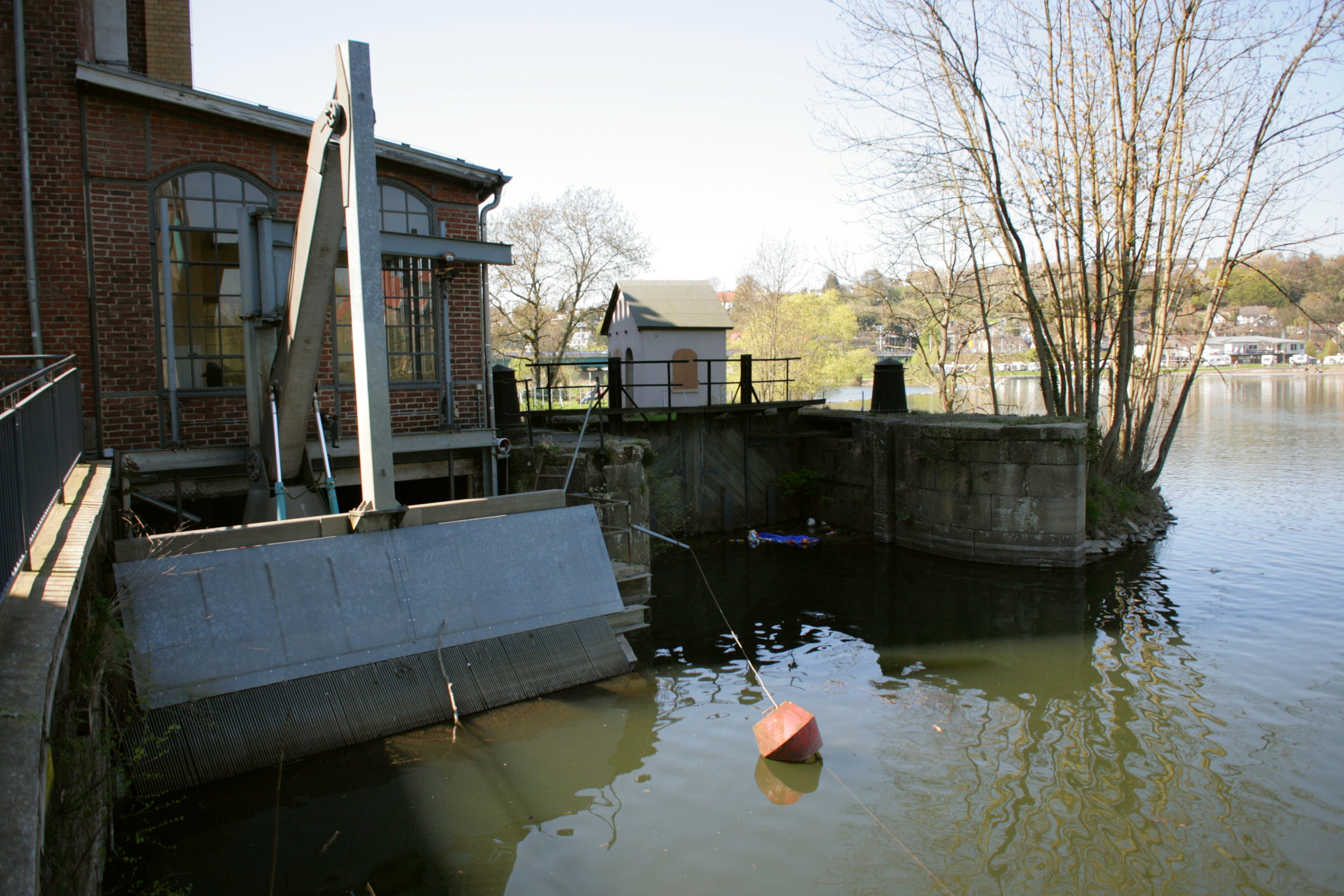
Schleuse Hattingen, 2010

Die Hattinger Ruhrschleuse wurde 1774 am linken Ufer der Ruhr bei Haus Kliff und der Birschel-Mühle in Hattingen als Teil einer Kette von Schleusen für die Ruhrschifffahrt erbaut. Sie wurde in den Jahren 1819/20 umgebaut und ist heute noch betriebsbereit, wenn die Ruhr kein Niedrigwasser führt. Ihre Abmessungen betragen 42 m Länge und 5,7 m Breite. 1989 wurden die hölzernen Tore erneuert.